# 玛格达莉娜·图尔
玛格达莉娜·埃娃·图尔 （波蘭語：Magdalena Ewa Tul，1980年4月29日—）， 中文名马达琳，波兰歌手，出生于格但斯克。2000至2003年她在Studio Buffo劇院擔任歌手與演員，2004至2007年在Roma音樂劇院擔任歌手。2011年，她代表波蘭參加歐洲歌唱大賽。

## 外部連結
- 官方網站